# Hoom
Hoom, stiliserat som HOOM, är ett svenskt livsstilsmagasin som startade 2005 och som utkommer 4–6 gånger per år. Distributionen av magasinet sker till fastighetsägare i Storstockholmsområdet samt prenumeranter.
Magasinet Hoom ägs av Hoom AB, som i sig kontrolleras av chefredaktören Micael Wiking.